# Jezioro Linie Małe
Jezioro Linie Małe – niewielki zbiornik wodny o powierzchni 3,7 ha, położony w sąsiedztwie wsi Liny, po wschodniej stronie drogi z Kargowej do Babimostu w gminie Siedlec. Po zachodniej stronie wsi Liny znajduje się jezioro Linie, zaliczane do zlewni Obrzycy – pomiędzy jeziorami przebiega dział wodny II rzędu. Jezioro ma kształt zbliżony do wyokrąglonego deltoidu, o osi ukierunkowanej z południowego zachodu na północny wschód.
Brzeg jeziora jest klifowy, bagnisty. Roślinność wynurzona zajmuje około 12% powierzchni zwierciadła wody. Typ rybacki jeziora określono jako karasiowy - jest to zbiornik płytki, bardzo silnie zamulony, o bujnej roślinności. Jezioro wykorzystywane jest głównie przez wędkarzy. W
zlewni bezpośredniej jeziora zdecydowanie przeważają lasy (około 80% powierzchni), pozostała część zlewni zajmują grunty orne. Do jeziora uchodzi rów melioracyjny z okolic miejscowości Liny. Nadmiar wód odprowadzany jest okresowo do jeziora Wąchabno. Szacunkowa wielkość wymiany wody w roku wynosi około 200%.